# Threnia kelleri
Threnia kelleri là một loài ruồi trong họ Asilidae. Threnia kelleri được Carrera miêu tả năm 1952. Loài này phân bố ở vùng Tân nhiệt đới.